# UTC−0:25
UTC-0:25 foi usado na Irlanda e era conhecido como Horário de Dublin. Em 1916 foi substituído pelo GMT. Seu horário era contado a partir de menos de vinte e cinco minutos do horário do Meridiano de Greenwich.
Longitude ao meio: 06º 15' 00" O